# Otročkov
Otročkov je malá vesnice, část obce Hvozd v okrese Prostějov. Nachází se asi 2,5 km na severozápad od Hvozdu. V roce 2009 zde bylo evidováno 21 adres. V roce 2001 zde trvale žilo 41 obyvatel.
Otročkov leží v katastrálním území Hvozd u Konice o výměře 7,12 km2.

## Obyvatelstvo

### Struktura
Vývoj počtu obyvatel za celou obec i za jeho jednotlivé části uvádí tabulka níže, ve které se zobrazuje i příslušnost jednotlivých částí k obci či následné odtržení.
| Místní části   | Místní části  | 1869 | 1880 | 1890 | 1900 | 1910 | 1921 | 1930 | 1950 | 1961 | 1970 | 1980 | 1991 | 2001 | 2011 |
| -------------- | ------------- | ---- | ---- | ---- | ---- | ---- | ---- | ---- | ---- | ---- | ---- | ---- | ---- | ---- | ---- |
| Počet obyvatel | část Otročkov | 137  | 114  | 98   | 96   | 112  | 93   | 96   | 57   | 71   | 68   | 63   | 51   | 41   | 22   |
| Počet domů     | část Otročkov | 16   | 17   | 16   | 17   | 16   | 17   | 17   | 17   | 0    | 16   | 18   | 17   | 15   | 15   |

## Fotogalerie

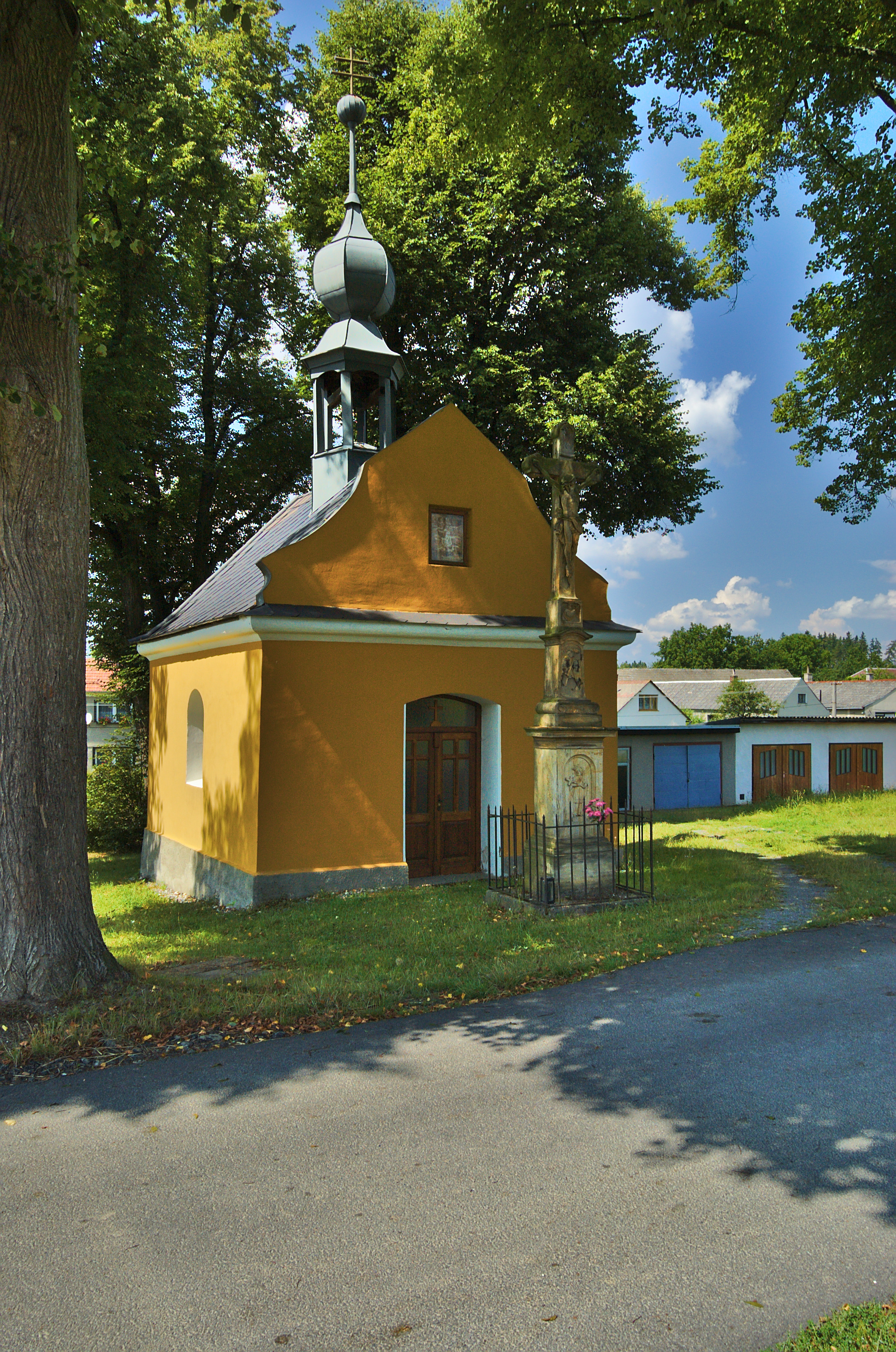
Kaple sv. Filomény na návsi
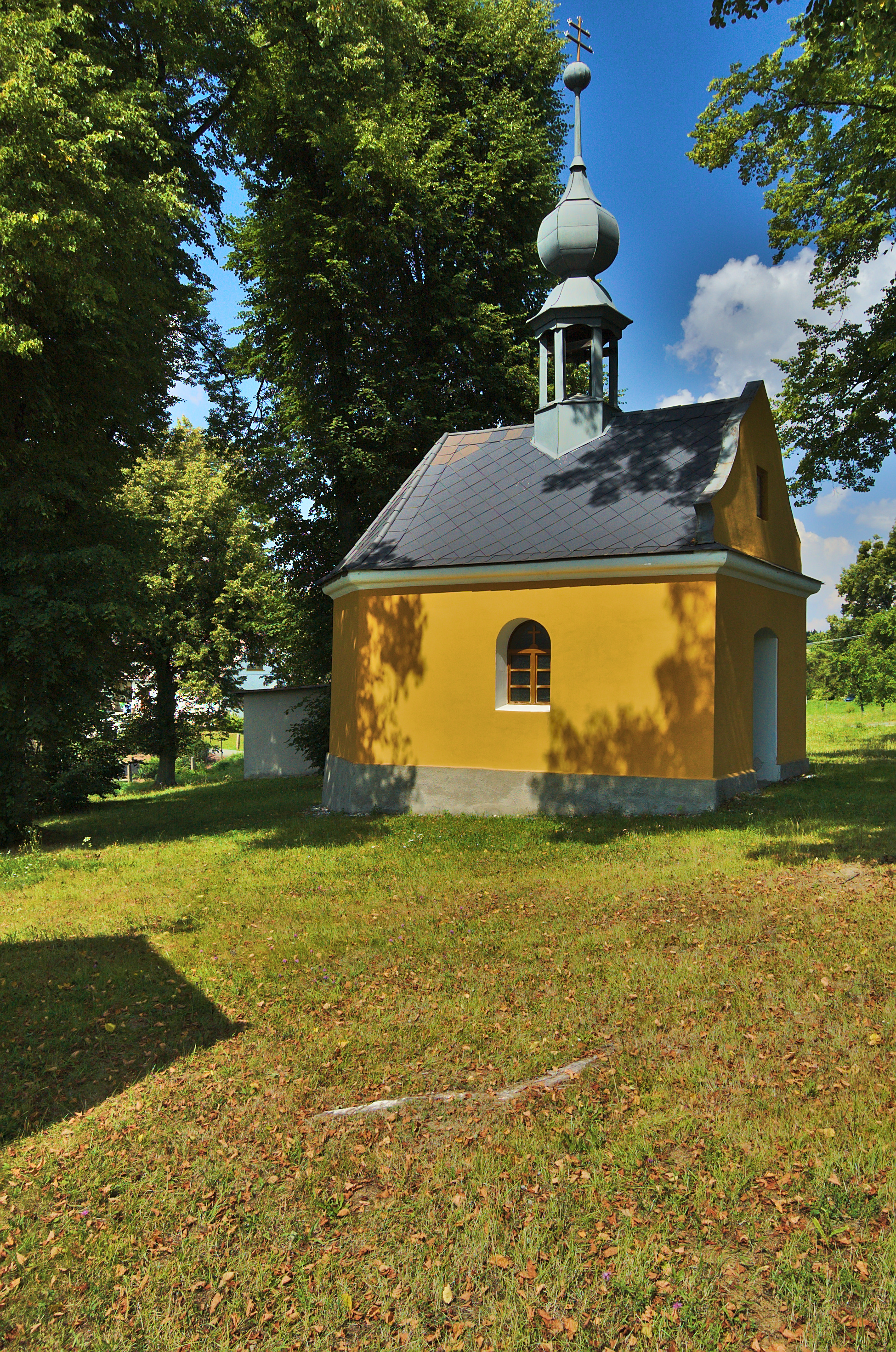
Kaple sv. Filomény na návsi
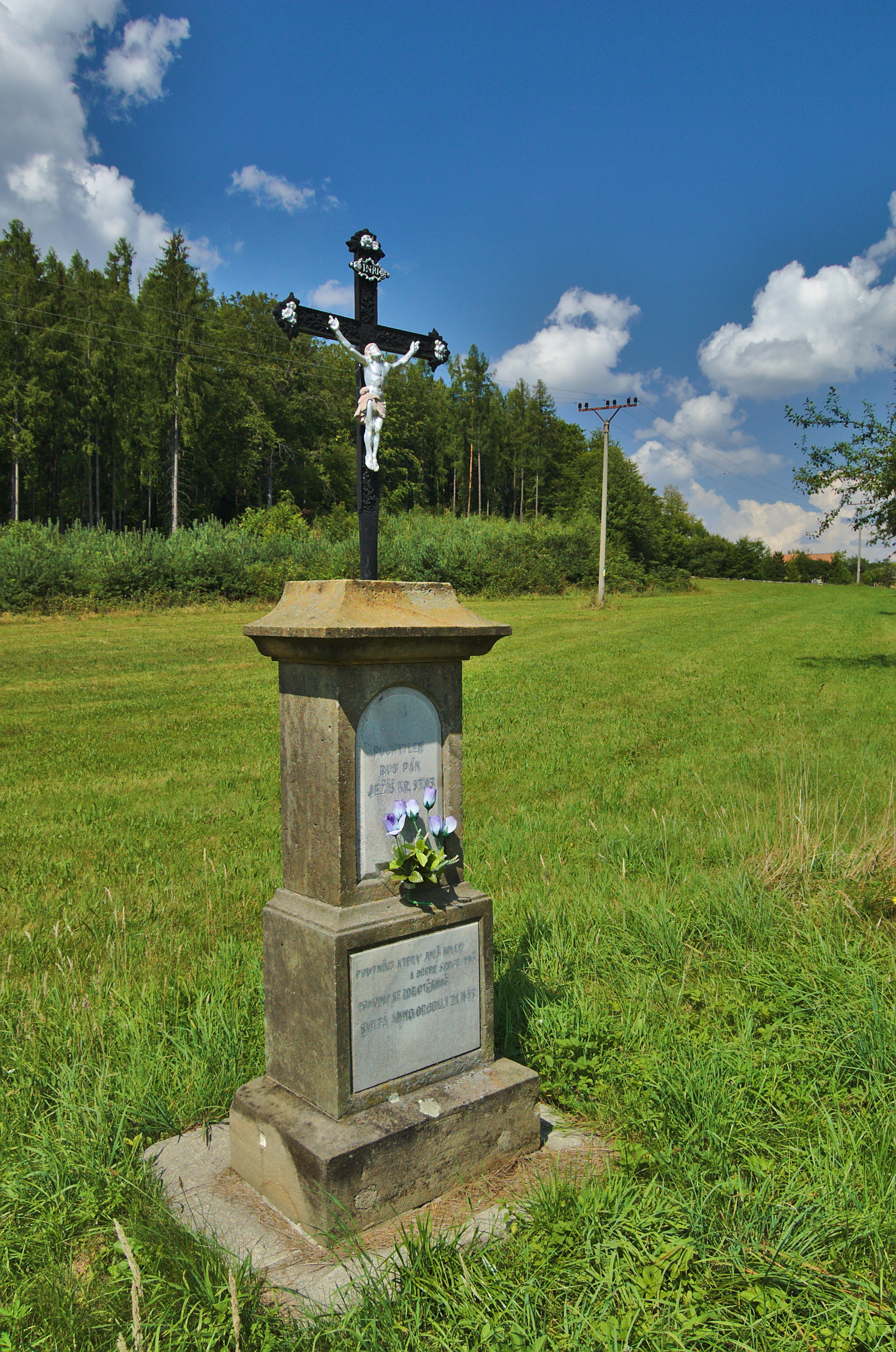
Kříž u odbočky ze silnice na Milkov
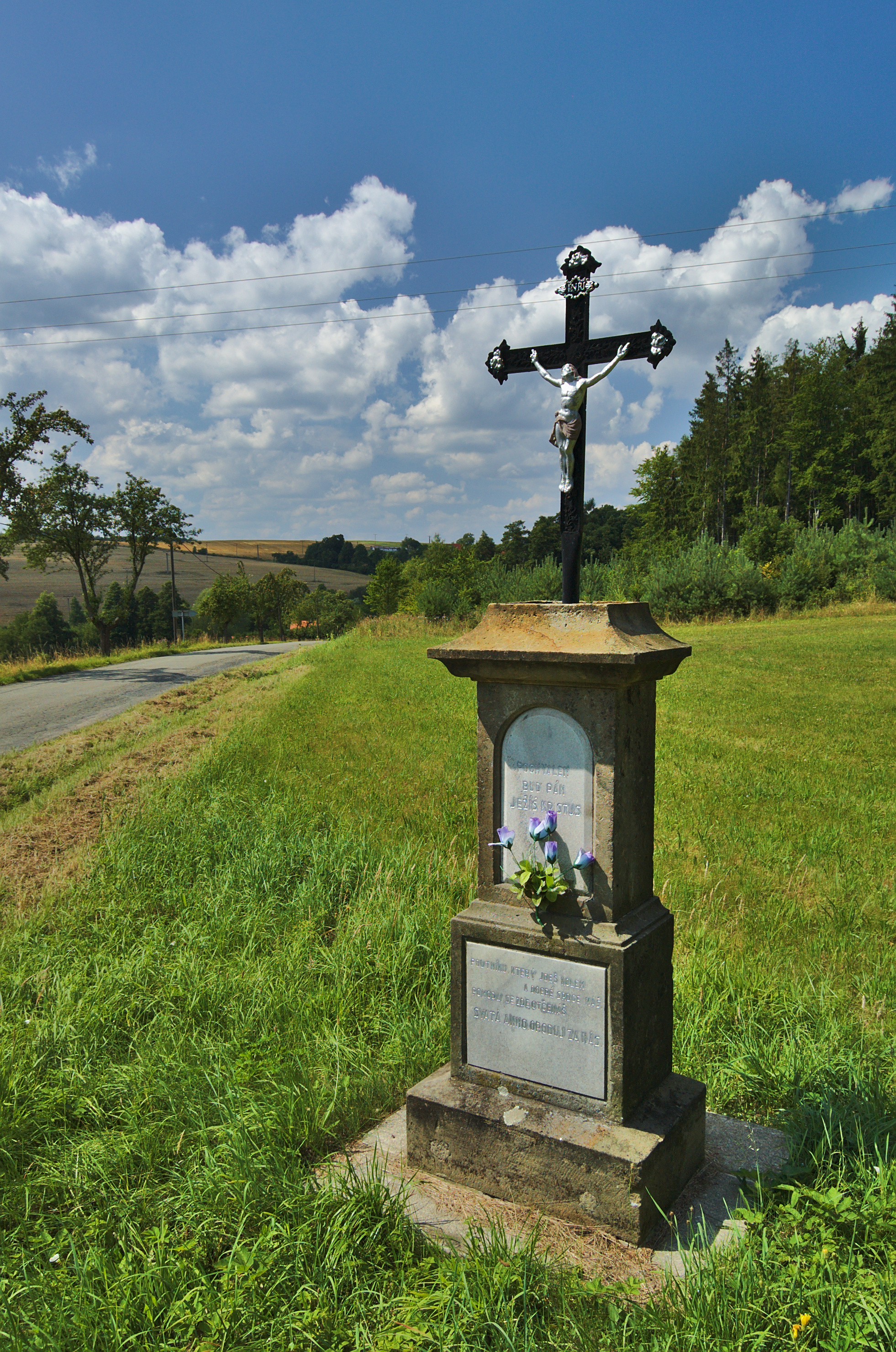
Kříž u odbočky ze silnice na Milkov